# Frame Relay

Síť používající Frame Relay

Frame Relay (FR) je telekomunikační služba pro přenos datových paketů vyvinutá v letech 1984-1992 jako protokol pro přístup k datové síti ISDN. Je založena na přepínání rámců; umožňuje multiplexování rámců různých odesilatelů a příjemců na jednu linku a dosahuje přenosové rychlosti od 56 kbit/s do 45 Mbit/s.
Frame Relay bylo standardizováno Mezinárodní telekomunikační Unií (ITU) v doporučeních I.122, I.233 a I.370 a Q.921, Q.922 a Q.933. Vývoj poté převzalo Frame Relay Forum, které se později proměnilo v Broadband Forum.
Frame Relay bylo vyvinuto jako nástupce X.25. Na rozdíl od X.25 pokrývá pouze vrstvy 1 a 2 RM OSI, tj. fyzickou a linkovou vrstvu. Protože nevyžaduje novou komunikační strukturu (zpravidla stačil upgrade softwaru pro stávající router, případně malý upgrade softwaru a hardwaru systému X.25 pro přepojování paketů), v mnoha zemích se rychle prosadilo jako přenosová technologie, kterou stále (v roce 2018) nabízejí telekomunikační operátoři pro propojení lokálních sítí pomocí rozlehlé počítačové sítě (WAN). Z pohledu telekomunikačních operátorů je výhodou, že mohou nabídnout zákazníkům virtuální (oddělené) datové okruhy bez toho, že by zákazník měl přístup do vnitřní struktury sítě, přes kterou jsou data přenášena.

## Frame Relay a X.25
Frame Relay nahradilo starší X.25, která byla provozována na analogových linkách s relativně velkou chybovostí, a která zajišťovala opravu chyb na několika vrstvách, což vedlo k velké režii a těžkopádnosti.
Frame Relay definuje stejně jako X.25 rozhraní pro připojení uživatele do sítě. Frame Relay vzniklo zjednodušením X.25, které bylo na jedné straně umožněno používáním digitálních linek s nízkou chybovostí, na druhé straně používáním protokolů vyšších vrstev, které opravu chyb zahrnují.
Stejně jako X.25 poskytuje Frame Relay také spojovaný mechanismus přenosu. Vytváření spojení se obvykle provádí pomocí signalizace v uživatelském přenosovém kanálu, ale existuje možnost používat i signalizaci samostatným signalizačním kanálem (např. D-kanálem v ISDN).
Hlavní rozdíl mezi Frame Relay a X.25 je přístup k opravám chyb. V Frame Relay neprovádí opakovaný přenos ztracených nebo chybně přenesených datových paketů, ale pouze kontroluje platnost adres a výskyt bitových chyb. Oprava chyb přenosu je přenechána na aplikačních protokolech vyšších vrstev.

## Charakteristika
Frame Relay umožňuje přizpůsobit pronajímanou šířku pásma jednotlivým síťovým aplikacím. Dovoluje proto efektivnější a jednodušší využití často drahé přenosové rychlosti WAN sítí. Pro zajištění redundance sítě může být použitá úplná i částečná vícecestná topologie trvalých virtuálních okruhů.
Při návrhu Frame Relay bylo přihlédnuto požadavku na nízkou chybovost digitálních přenosových systémů, a proto protokol nepoužívá žádné opravné mechanismy (při nalezení chyby je rámec bez náhrady zahozen). Opravu chyb Frame Relay svěřuje vyšším vrstvám (viz model OSI). Technologie Frame Relay poskytuje kontrolu zahlcení ve formě zpráv s oznámením.

## Druhy topologií
- Hvězdicová topologie: Nejjednodušší technologií Frame Relay je klasická hvězdicová topologie, kdy na jeden hlavní server připadá více vzdálených serverů zapojených vzájemně do hvězdice, z nichž každý je s hlavním serverem propojen tzv. virtuálním okruhem.
  - Toto řešení není ideální neboť v případné selhání jednoho z hlavních virtuálních okruhů způsobí ztrátu konektivity vzdáleného serveru.
  - Dalším možný problém nastává ve chvíli, kdy je mezi dvěma vzdálenými servery přenášeno velké množství dat. Tato data jsou v tomto případě na dvou virtuálních okruzích místo jednoho, což zvyšuje náklady. Možným řešením by mohlo být vytvoření trvalého virtuálního okruhu právě pro dva vzdálené servery.
- Částečná vícecestná topologie: U této topologie má většina serverů (nebo všechny) alespoň dva trvalé virtuální okruhy, které se připojují k síti Frame Relay.
  - V případě selhání jednoho okruhu nehrozí ztráta konektivity WAN.
  - Problém může nastat v případě selhání hlavního směšovače serveru.
- Vícecestná topologie: Nastává ve chvíli, kdy všechny servery jsou sobě propojeny navzájem. Toto řešení je nejfunkčnější, avšak zároveň nejnákladnější.

## Funkce Frame Relay
Protokol Frame Relay je použit mezi směrovačem zákazníka a přepínačem, který většinou patří poskytovateli služeb. Mezi těmito dvěma zařízeními je vytvořen trvalý virtuální okruh, trvalý proto, že koncové body jsou neustále stejné a virtuální proto, že po celé cestě sítí není použito žádné vyhrazené fyzické připojení. Poskytovatel místo toho naprogramuje své přepínače tak, aby zajistil, že data vstupují do sítě Frame Relay ze serveru A a opouští ji ze serveru B.
Tento princip se v základu podobá klasickému využití pronajaté linky mezi serverem A a B. Skutečnost je však taková, že technologie přepínání paketů s sebou nese další náklady, díky neexistenci vyhrazených fyzických okruhů. To umožňuje poskytovali zařídit flexibilní šířku pásma. Služba Frame Relay vyžaduje zakoupení určité garantované minimální rychlosti přenosu Committed Information Rate (CIR) pro každý trvalý virtuální okruh. Koncový zákazník může navíc zakoupit hodnotu shlukového přenosu, což je maximální rychlost přenosu dat, přičemž poskytovatel negarantuje zvýšení rychlosti nad rámec CIR (záleží na zatížení sítě). V případě překročení této hodnoty je u všech následujících rámců v hlavičce Frame Relay nastaven bit FECN (Forward Explicit Congest Notification), což je bit, který říká, že CIR byl překročen.

## Rámec Frame Relay
Formát rámců LAPF používaných ve Frame Relay vychází z HDLC a je popsán v doporučení ITU-T Q.922 s četnými odkazy na doporučení ITU-T Q.921.
Mechanismus rozšířených adres z HDLC umožňuje, aby LAPF používalo více než jednobytové adresní pole – LAPF používá 2, 3 nebo 4bytové adresní pole, které obsahuje identifikaci virtuálního okruhu DLCI a jiné řídící informace:
Bit C/R určuje, zdali rámec je HDLC příkaz (C) nebo odpověď (R).
Pomocí bitů BECN a FECN signalizuje síť zahlcení virtuálního okruhu odesílateli a příjemci.
Nastavením bitu DE signalizuje zařízení ukončující virtuální okruh, že rámec může být zahozen, aby se předešlo zahlcení sítě.
Způsob přenosu IPv4, IPv6 nebo PPP datagramů v rámcích Frame Relay je popsán v RFC-1490, RFC-2427 a RFC-1973.

## Fast Packet Switching
Rychlé přepojování paketů (anglicky Fast Packet Switching) umožňuje přenášet velké objemy dat s vysokou přenosovou kapacitou. Jde o koncepci pro rychlý přenos dat, při které se přes jedno fyzické spojení realizuje více virtuálních. FR protokol je zjednodušená forma protokolu vrstvy 2 LAP-D. Pracuje až na 2 Mbit/s. FR koncepce je modifikace X.25 s tím, že je odstraněno HDLC úsekové potvrzování.

## Frame Relay a proměnné přenosové profily
Jednou z nevýhod Frame Relay je, že ze své podstaty není schopné podporovat proměnné přenosové profily, o nichž se předpokládá, že budou hrát důležitou roli v budoucích sítích. Pro typické širokopásmové aplikace s různými přenosovými profily je proto FR pouze omezeně použitelné.